# Aeroportul Al-Ahsa Domestic
Aeroportul Al-Ahsa Domestic (IATA: HOF, ICAO: OEAH) este un aeroport din Hofuf⁠(d), Ash Sharqiyah, Arabia Saudită ce deservește zona Al-Ahsa governorate⁠(d). Aeroportul a fost tranzitat în 2021 de 109.044 de pasageri.
Situat la o altitudine de 179 m, aeroportul dispune de o singură pistă.